# Horizontale lift

Doorsnede van de 'horizontale lift', de sporen liggen in de tunnels aan de buitenkant, de schuifdeuren zijn groen

Horizontale lift is de bijnaam van een type metrostation dat gebouwd is als een hal met perrondeuren: deuren die lijken op liftdeuren. Ze werden voor het eerst gebouwd in Sint-Petersburg, als een variant van een pylonenstation waarbij geen perrons langs de sporen zijn aangelegd. De openingen tussen de pylonen zijn hier voorzien van schuifdeuren ter hoogte van de deuren van de trein. De schuifdeuren gaan tegelijk open en dicht met de treindeuren zodat de reizigers direct uit de middenhal kunnen in en uitstappen.
Het eerste metrostation van dit type was Park Pobedy in Sint-Petersburg dat op 29 april 1961 werd geopend. Het was destijds het zuidelijke eindpunt van de tweede Petersburgse metrolijn (Moskovsko-Petrogradskaja-lijn). Het noordelijke eindpunt, Petrogradskaja, werd ruim twee later geopend eveneens als horizontale lift. De initiële stations van de, in de jaren zestig ontworpen, derde metrolijn (Nevsko-Vasileostrovskaja-lijn) van de Petersburgse metro werden allemaal als horizontale lift gebouwd. De zuidelijke verlenging van de tweede lijn kreeg er nog twee, maar na 1972 zijn er geen nieuwe meer toegevoegd.
| Station                        | Lijn                          | Foto | Geopend          | Diepte   |
| ------------------------------ | ----------------------------- | ---- | ---------------- | -------- |
| Park Pobedy                    | Moskovsko-Petrogradskaja-lijn |      | 29 april 1961    | 35 meter |
| Petrogradskaja                 | Moskovsko-Petrogradskaja-lijn |      | 1 juli 1963      | 53 meter |
| Vasileostrovskaja              | Nevsko-Vasileostrovskaja-lijn |      | 3 november 1967  | 64 meter |
| Gostinyj Dvor                  | Nevsko-Vasileostrovskaja-lijn |      | 3 november 1967  | 56 meter |
| Majakovskaja                   | Nevsko-Vasileostrovskaja-lijn |      | 3 november 1967  | 56 meter |
| Plosjtsjad Aleksandra Nevskogo | Nevsko-Vasileostrovskaja-lijn |      | 3 november 1967  | 54 meter |
| Moskovskaja                    | Moskovsko-Petrogradskaja-lijn |      | 25 december 1969 | 29 meter |
| Jelizarovskaja                 | Nevsko-Vasileostrovskaja-lijn |      | 25 december 1970 | 62 meter |
| Lomonosovskaja                 | Nevsko-Vasileostrovskaja-lijn |      | 25 december 1970 | 65 meter |
| Zvjozdnaja                     | Moskovsko-Petrogradskaja-lijn |      | 25 december 1972 | 22 meter |

Het principe dat deuren de toegang tot de metrotrein en de rails afscheiden, is later elders in diverse vormen toegepast, waarbij de gelijkenis met een lift veelal verloren ging.

## Afbeeldingen

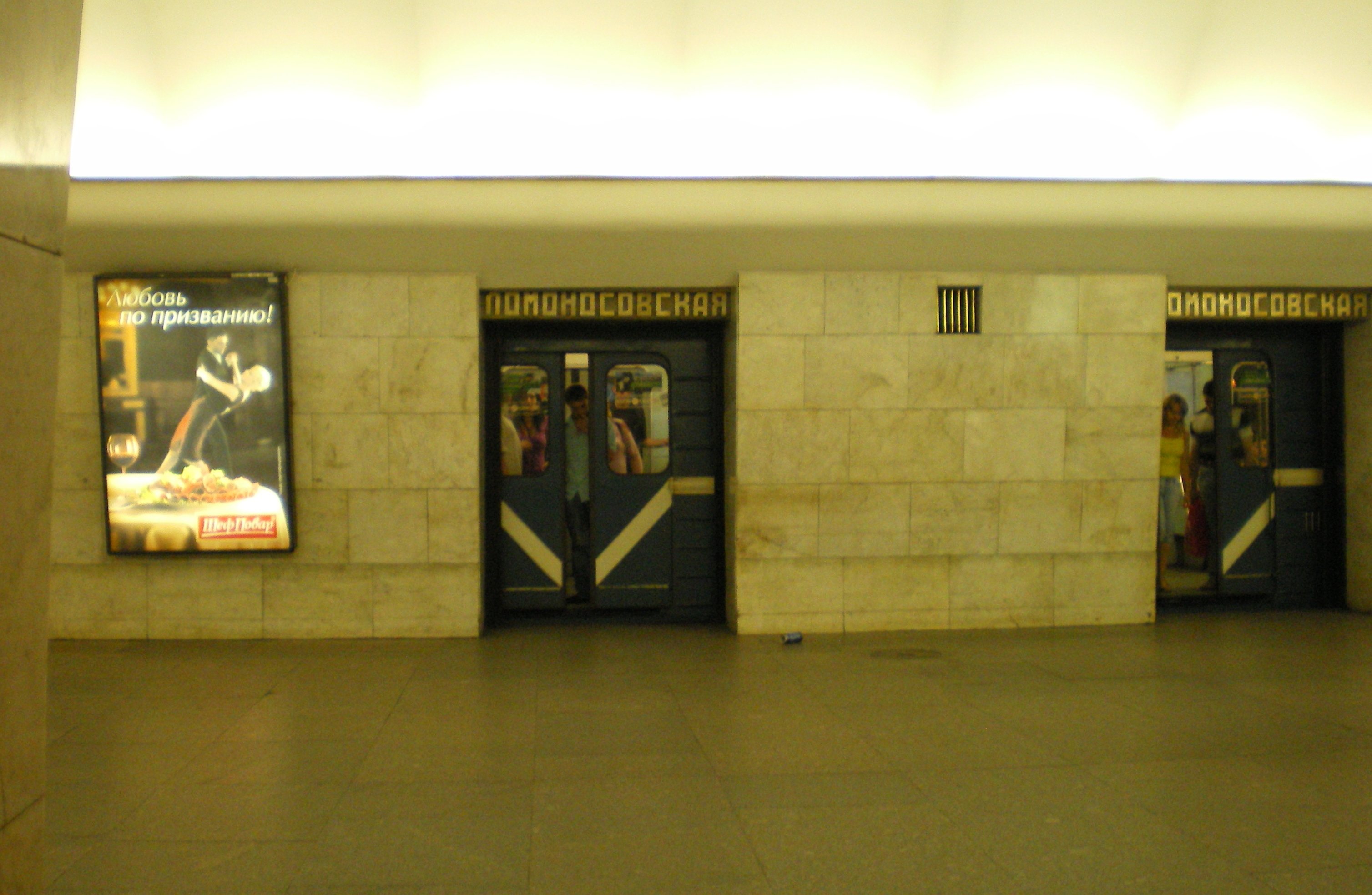
Metrostation Lomonosovskaya, Sint-Petersburg
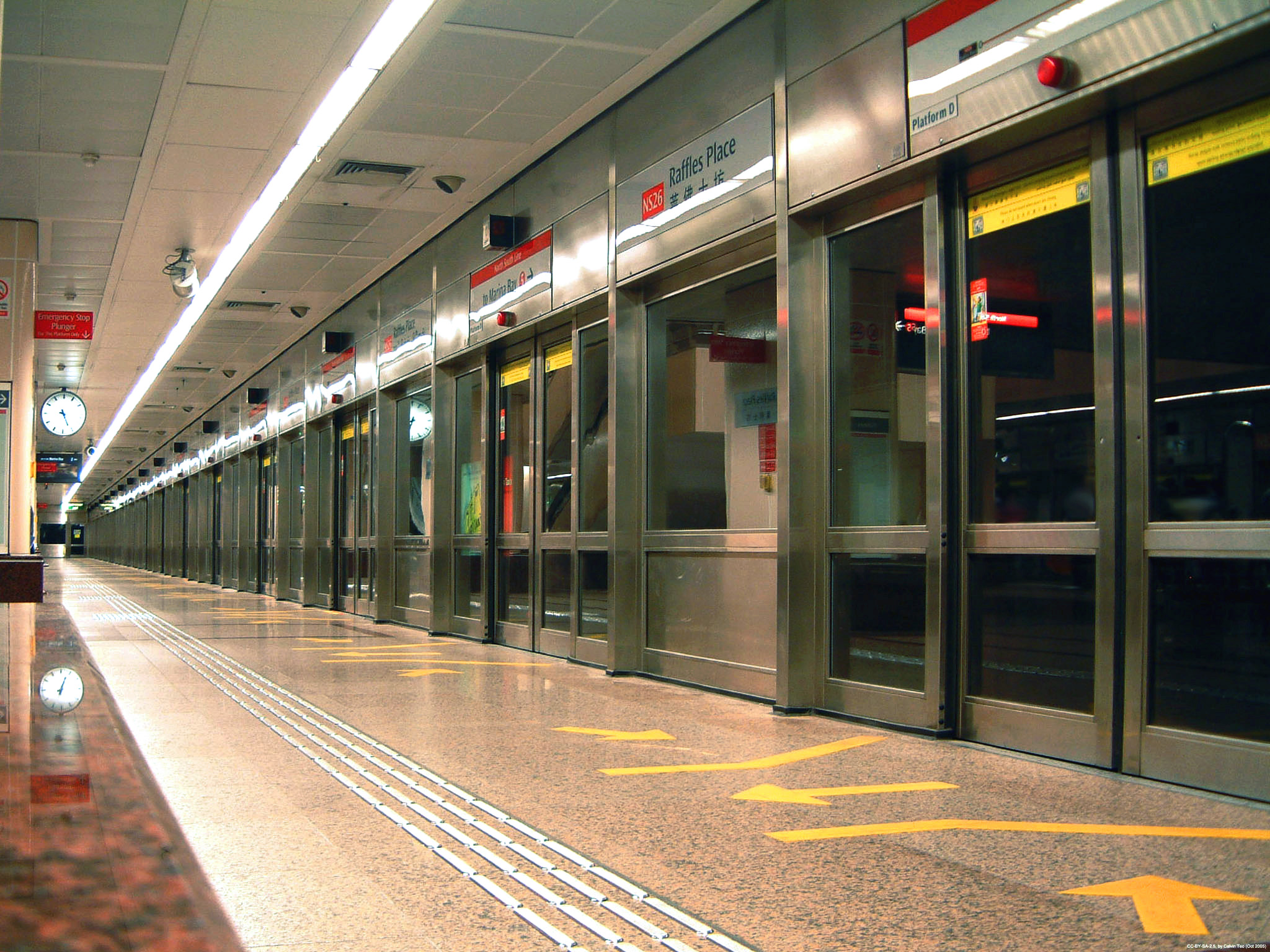
Metrostation Raffles Place, Singapore
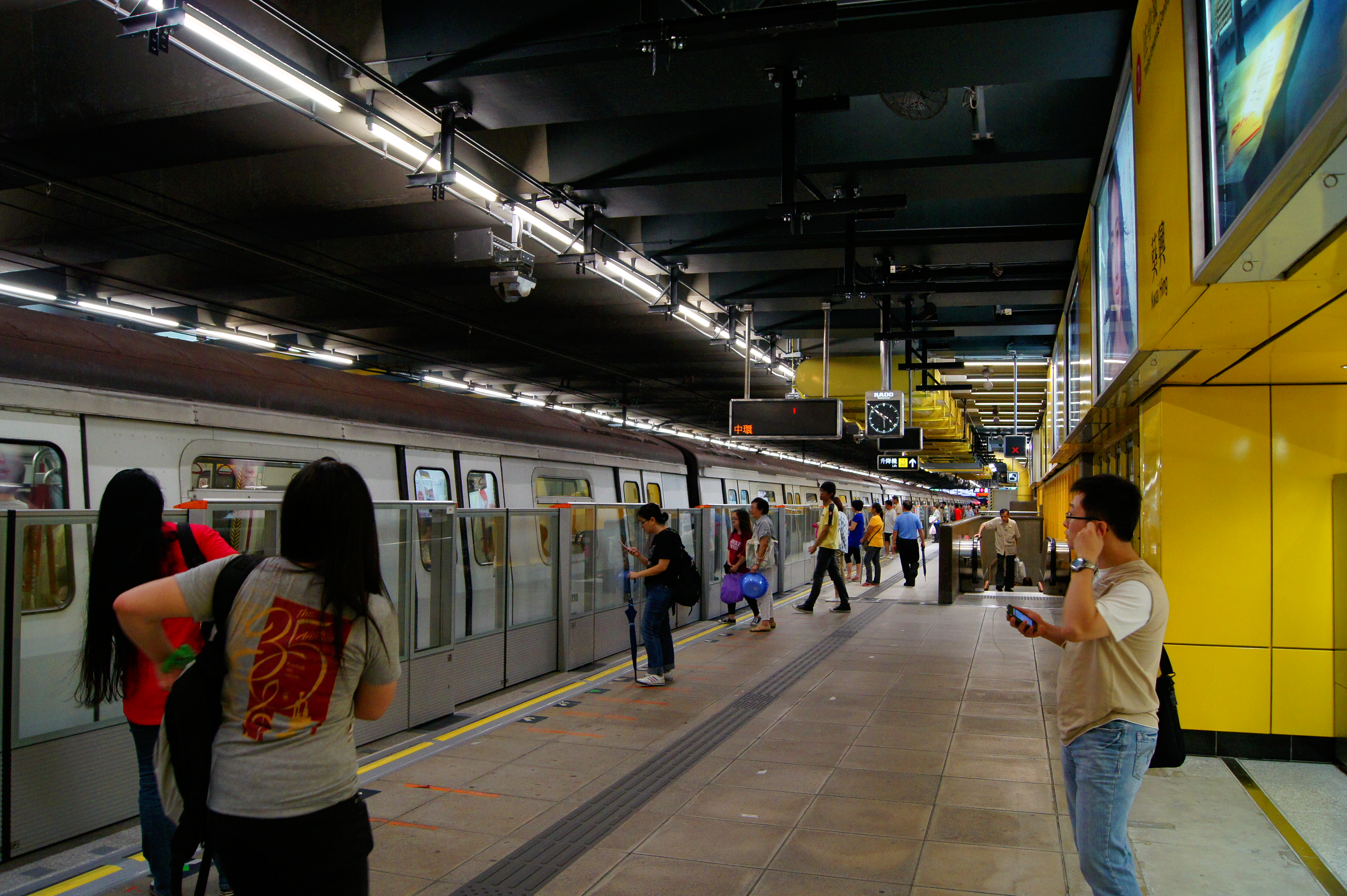
Metrostation Kwai Hing, Hong Kong